# Кривогащани (община)
Кривогащани (на македонска литературна норма: Општина Кривогаштани) е община, разположена в централната част на Северна Македония със седалище едноименното село Кривогащани.
Общината обхваща 13 села в Прилепското поле по горното течение на река Църна на площ от 93,57 km2. Населението на общината е 6150 (2002), предимно северномакедонци, с гъстота от 65,73 жители на km2.

## Структура на населението
Според преброяването от 2002 година община Кривогащани има 6150 жители.
| Етническа принадлежност | Процент |
| северномакедонци        | 99,61%  |
| албанци                 | 0,00%   |
| турци                   | 0,00%   |
| роми                    | 0,13%   |
| власи                   | 0,00%   |
| сърби                   | 0,10%   |
| бошняци                 | 0,00%   |
| други                   | 0,16%   |